# Hausen am Albis
Hausen am Albis là một đô thị thuộc huyện hành chính Affoltern, bang Zürich, Thụy Sĩ. Đô thị này có diện tích 13,64 km2, dân số thời điểm tháng 12 năm 2009 là 3306 người.